# بوبي تورنر
بوبي تورنر (بالإنجليزية: Bobby Turner)‏ هو مدرب رياضي أمريكي، ولد في 6 مايو 1949 في ميدوي في الولايات المتحدة.